# Оболенский, Семён Иванович
Семён Ива́нович Оболе́нский — воевода и боярин великого князя Московского Василия Васильевича Тёмного.
Четвёртый из шестерых сыновей удельного князя Оболенского Ивана Константиновича. Родоначальник князей: Горенские-Оболенские, Золотые-Оболенские, Серебряные-Оболенские, Щепины-Оболенские.

## Биография
Воевода великого князя Василия Васильевича Тёмного, отличавшийся особой приверженностью к нему. В 1446 году, когда галицкий князь Дмитрий Юрьевич Шемяка, победив великого князя, заключил его в Углич и ослепил, Оболенский бежал в Литву вместе с князем Василием Ярославичем Боровским и там получил от него в управление Брянск, уделённый Василию Ярославичу с некоторыми другими городами великим князем Литовским Казимиром IV. Потом соединился с другими бежавшими приверженцами Василия Тёмного и отправился на освобождение великого князя, но по дороге московские воеводы узнали, что великий князь освобождён и пошли на соединение с ним, сошлись у Углича и совместно продолжали весь дальнейший поход к Ярославлю и Костроме. В 1452 году во время новой войны великого князя с Шемякой, когда было получено известие, что галицкий князь идет к Устюгу, Оболенский был отправлен туда вместе с князем Василием Ярославичем Боровским и сыном великого князя Иваном Васильевичем; воеводы принудили Шемяку отступить от Устюга и бежать на Двину, а оттуда в Новгород. Оставил двоих сыновей: Константина и Дмитрия Щепу. Им было куплено имение у великого князя, село Толстиково с деревнями (октябрь 1451)
Имел двух сыновей;
- князь Константин Семёнович
- князь Дмитрий Семёнович Щепа[3]